# Pleasant City
Pleasant City – wieś w Stanach Zjednoczonych, w stanie Ohio, w hrabstwie Guernsey.